# ASCII (公司)
株式会社ASCII（日語：／英語：）為日本一間已被購併的電腦相關雜誌書籍出版社。

## 沿革
- 1977年5月，郡司明郎、西和彥及塚本慶一郎共同成立「株式會社ASCII出版」（株式会社アスキー出版）出版月刊《ASCII》（月刊アスキー）。
- 1979年，西和彦与比尔盖茨达成协议，建立微软第一家海外销售办公室「ASCII Microsoft」。[1][2]
- 1982年12月，商号變更為「株式會社ASCII」（株式会社アスキー）。
- 1983年，西和彦设计了八位标准计算机MSX[3]。
- 1983年，ASCII积极投入半導體及商业网络服务。
- 1986年，随着微软公开发行股票，ASCII Microsoft解散。[1]同时，公司也积极的重组，向多元化发展。[4]
- 1991年，因應美国人造卫星所扩展的软件市场，成立ASCII Entertainment Software, Inc.（AES）。主張以出版事業為主謹慎經營的郡司明郎與塚本慶一郎，與當時積極主張投入半導體及衛星通信等新興科技的西和彥理念不合，於是決定退出并建立Impress公司[5]。
- 1991年6月，「株式会社AstroArts」（株式会社アストロアーツ，創業1981年[6][7]）設立。[8]
- 1997年，世嘉的母公司CSK買下ASCII股份，納入CSK集團旗下。[9]
- 1998年，为了支持在美国的互动娛樂频道，而從AES分拆创建的Agetec（Ascii Game Entertainment TEChnology）独立运营。
- 1999年、2002年，由於多角化經營導致營運困難，因此分別接受CSK及Unison資產管理（ユニゾン・キャピタル）的財務支援。在接受Unison資本重建時商號變更為「株式會社MediaLeaves」（株式会社メディアリーヴス），分割子公司AstroArts繼承ASCII商号[10][11]。此後，以當初的出版事業為核心，縮小其經營的範疇。
- 2004年3月，角川控股出面買下MediaLeaves股份，ASCII納入角川旗下[12]。
- 2008年4月，ASCII與同是角川控股集團成員的MediaWorks合併為「ASCII Media Works」。
- 2010年10月，MediaLeaves與enterbrain合併。至此，前後ASCII公司法人主體均消滅。
- 2013年2月1日，ASCII Media Works內的媒體研究部門「角川ASCII綜合研究所」獨立為角川集團旗下子公司。
- 2013年10月1日，ASCII Media Works併入角川公司，成為該公司內的品牌公司
- 2015年4月，角川公司廢止品牌公司，ASCII Media Works轉型成該公司的事業局。
- 2018年4月，ASCII Media Works事業局廢止，ASCII事業併入角川ASCII綜合研究所[13]。

## 相關項目
- 角川控股集團
- ASCII Media Works
- MediaWorks

## 外部連結
- （日語） 角川アスキー総合研究所（页面存档备份，存于）